# Pleglico
PLEGLICO（プレグリコ）は2006年に東京にてナボナ（ボーカル/ギター/シンセ）とスス（ギター/シンセ）を中心に結成された4人組ロックバンド。
ポストポップ（進化形ポップ）なる造語（ジャンル）のワードメイカーでもあり、のちに様々なバンドが形容詞やジャンルとして使うようになる。
ニュー・ウェイヴやサイケ、テクノ等のサウンドに強い影響を受けながらも独特な日本語詞が印象的である。
2006年からPLEGLICO(プレグリコ)と名乗り始めるが、前身はUM(ウム)として2005年からナボナのソロユニットとしてススがギターを担当し活動。
2011年12月に解散。

## メンバー
- ナボナ（ボーカル/ギター/シンセ）全ての楽曲の作詞、作曲を担当。解散後は、別名義(陽当モナカ[1]）楽曲提供、プロデューサーとして活動。
- スス（ギター/シンセ）
- 相馬絹依（ベース/サイドボーカル）
- ケイニッヒ（ドラム/シンセ）